# Zeriassa lepida
Zeriassa lepida är en spindeldjursart som beskrevs av Kraepelin 1913. Zeriassa lepida ingår i släktet Zeriassa och familjen Solpugidae. Inga underarter finns listade i Catalogue of Life.